# Port de Barletta
Le port de Barletta est un port italien, entièrement artificiel, basé dans la ville de Barletta. Il représente aujourd'hui l'un des ports les plus appréciés de l'Adriatique de par sa taille.

## Histoire

### Des origines du XIVe siècle
Au IVe siècle av. J.-C., une population d'origine illyrienne, les Bardei, se serait installée sur les côtes actuelles de Barletta, construisant une jetée qui n'a jamais été trouvée à ce jour en raison du retrait des eaux. Cependant, une autre hypothèse affirme qu'en réalité la construction du port doit être attribuée aux habitants de Canosa qui auraient cherché à avoir un débouché pour le trafic commercial maritime. Bien que son origine reste incertaine, il est cependant certain qu'à l'époque romaine il constituait le principal port de la ville de Canosa.
Entre le IIIe et le IVe siècle, la jetée d'origine a été agrandie en raison de sa capacité insuffisante et cette période correspond à la période la plus prospère de l'économie locale. À cette époque, le port poursuit sa croissance en parallèle de Canosa et prend ainsi le nom de Caricaturo di Canosa, précisément pour son rôle commercial de soutien à la ville voisine plus reculée dans les terres. L'ancien port est alors composé d'un bras qui reliait le continent à la mer, orienté vers le nord-est, qui reposait sur d'énormes blocs carrés, encastrés et attachés ensemble avec des grappins en fer. Pour surmonter le problème du mistral, il y avait un barrage curviligne placé transversalement par rapport au bras et qui tendait à protéger les navires ancrés dans le port. Ce n'est qu'aux alentours de 1300 que Charles II d'Anjou ordonne l'extension du barrage à l'est.

### Du XVe à nos jours
Sous la domination angevine, le pouvoir se penche sur le problème de l'ancrage dans le port, ce qu'il règle en partie mais pas complètement. Vers le milieu du XVe siècle, Ferdinand Ier de Naples ordonne que des travaux soient entrepris afin de rendre le mouillage plus sûr, celui-ci étant reconnu comme étant défectueux et dangereux. Au XVIIIe siècle, grâce à l'intervention de Niccolò Fraggianni et à la volonté des plus hautes instances du royaume de Naples, les ingénieurs Valentini et Sallustio sont appelés à réaliser un projet de restauration concernant l'ensemble de la zone portuaire. Ces travaux, en plus de l'agrandissement du port et de la construction de quais, amènent à la construction de Porta Marina et à la restauration des murailles qui l'entourent.
Malgré l'importance reconnue au port de Barletta, l'ensablement du bassin rend à l'époque l'amarrage difficile. En 1798, Barletta est déclarée station navale et en 1807, à la demande de Joseph Bonaparte, le phare est construit par l'architecte Giuseppe Chiarelli. En 1842, à la suite d'une demande infructueuse d'aides à l'autorité provinciale, une auto-taxation proposée par les commerçants de Barletta permet de lever des fonds pour la restauration du port. Cependant le coût élevé du projet ne permet pas sa mise en œuvre et les seuls travaux réalisés consistent en l'extension du barrage curviligne surnommé "île" (isola) vers l'est et dans des travaux qui ont évité, au moins temporairement, l'ensablement des fonds marins. Plusieurs naufrages ont lieu et le risque d'être exclu du trafic maritime commercial pèse sur le port en raison de l'insuffisance des structures. Cela amène l'ingénieur Luigi Giordano à présenter en 1860 un projet dans lequel, après une étude attentive des courants, il est proposé la construction d'un nouveau bassin avec un bras orthogonal à l'île et un avec une orientation est-ouest. Cependant, encore une fois, le coût élevé des travaux ne permet pas d'obtenir une approbation. En 1863, un autre ingénieur, Saverio Calò, s'engage à élaborer un projet de port bien différent du précédent en prévoyant un bassin partant du quartier du Paraticchio, couvrant ainsi toute la zone avec un bras orienté d'abord au nord puis à l'est. Le projet Calò, comme les précédents, n'aboutit pas en raison de l'énorme coût d'exécution. En 1869, l'ingénieur Tommaso Mati développe un nouveau projet qui finit par devenir le projet définitif. Il se base sur une analyse identifiant l'action corrosive des courants du Gargano et d'Ofanto qui amène des débris et du sable venant de l'ouest, ce qui permet d'agrandir la ligne côtière au niveau du port. Le projet est approuvé avec quelques modifications en 1874 mais les travaux ne commencent que le 17 octobre 1880 et se terminent en novembre 1889.
Au cours du XXe siècle, la situation change considérablement. Le trafic commercial subit une forte baisse en raison de causes intrinsèques à la nature du port. Le faible tirant d'eau ne permet pas l'arrivée de gros navires et oblige à utiliser des navires plus petits ou à utiliser les ports voisins pour transporter le matériel à Barletta, ce qui engendre des frais supplémentaires. Après une période de crise, une certaine reprise se fait ressentir au XXIe siècle. Le 19 novembre 2007, le district territorial de l'Autorité Portuaire de Bari a été étendu aux ports de Barletta, Manfredonia et Monopoli, donnant naissance à l'Autorité Portuaire du Levant. Le but est ainsi d’ouvrir la voie à l'augmentation du trafic maritime et à l'offre connexe d'infrastructures et de services dans la zone concernée.

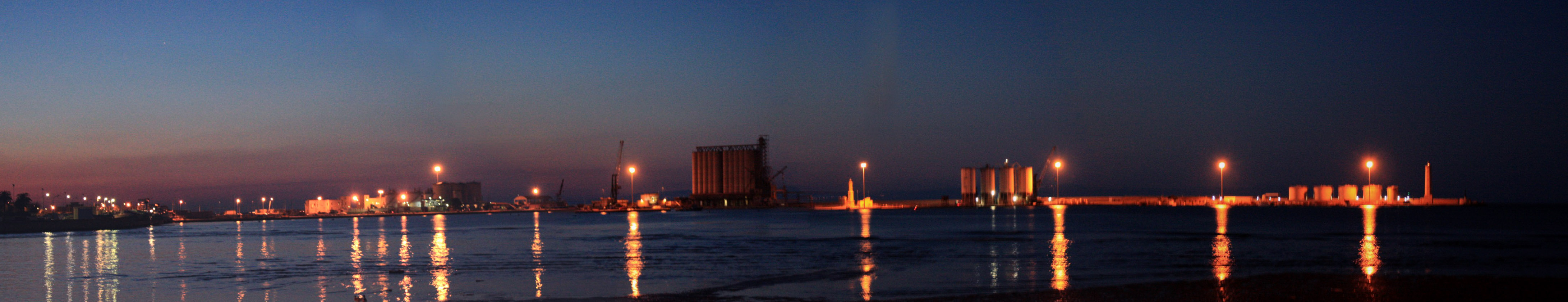
Panorama du port de Barletta au crépuscule

## Caractéristiques
Le port de Barletta est classé par les autorités comme étant de deuxième catégorie, première classe. Il accueille le trafic industriel et, comme requis par le plan opérationnel triennal de l'Autorité Portuaire du Levant, la première ligne de ferry pour le service passagers a été activée entre les ports de Barletta et Durrës le 21 juillet 2009. Le port est un bassin totalement artificiel délimité par deux jetées asymétriques et convergentes à l'ouest et à l'est, plaçant ainsi son entrée à 450 mètres du rivage. Les jetées sont placées à une distance minimale de 450 mètres entre elles, les fonds sont constitués de sable et de boue et atteignent une profondeur maximale de 6,60 mètres, ce qui permet la venue de bateaux d'une longueur totale de 165 mètres. Le quai est n'étant pas actuellement opérationnel, toutes les opérations portuaires sont donc effectuées sur le quai ouest, divisé en quatre bras:
- bras de quai ouest ;
- bras de pilier central ;
- premier bras de tramontane ;
- deuxième bras de tramontane.

Le port est l'un des plus appréciés de l'Adriatique pour sa taille et sa sécurité. Grâce aux nombreuses implantations industrielles présentes dans les territoires voisins, le port constitue un point d'échange commercial remarquable.
Actuellement, le port est spécialisé dans le commerce d'une grande pluralité de marchandises, parmi lesquelles les plus importantes d'un point de vue commercial sont :
- des substances solides en vrac, telles que le ciment, la pierre, le sable et l' argile ;
- des substances alimentaires solides en vrac, telles que le blé, le sel et la farine ;
- des produits chimiques, tels que les engrais et le polyéthylène ;
- des produits liquides en vrac, comme l'essence verte et le diesel[7].